# Berdoas
Berdoas (en francès Berdoues) és un municipi francès situat al departament del Gers i a la regió d'Occitània.

## Geografia

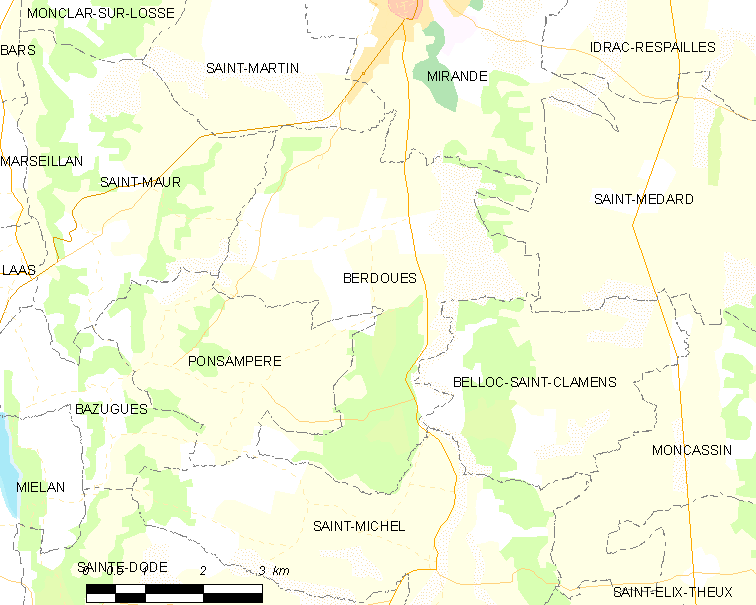
Mapa de la comuna de Berdoas

## Administració
| Període | Identitat     | Partit        |
| ------- | ------------- | ------------- |
| 2001-   | Raymond Senac | Divers gauche |

## Demografia
| 1962                                       | 1968 | 1975 | 1982 | 1990 | 1999 | 2006 |
| ------------------------------------------ | ---- | ---- | ---- | ---- | ---- | ---- |
| 316                                        | 356  | 356  | 342  | 360  | 352  | 397  |
| Des de 1962: població sense dobles comptes |      |      |      |      |      |      |